# Liste der Kunstmuseen in der Ukraine
Diese Liste der Kunstmuseen in Ukraine stellt eine möglichst umfassende Auflistung der Kunstmuseen in der Ukraine. Die Auflistung erfolgt nach der aktuellen Verwaltungseinteilung des Staates und beinhaltet auch Museen, die nur teilweise Kunstwerke als Ausstellung haben.
Das größte Kunstmuseum der Ukraine ist das 1899 eröffnete Nationale Kunstmuseum der Ukraine in Kiew, dessen Sammlung mehr als 20.000 Kunstobjekte umfasst, darunter Werke der ukrainischen und russischen Avantgarde.

## Autonome Republik Krim
- Kunstmuseum Simferopol
- Feodosia-Kunstgalerie

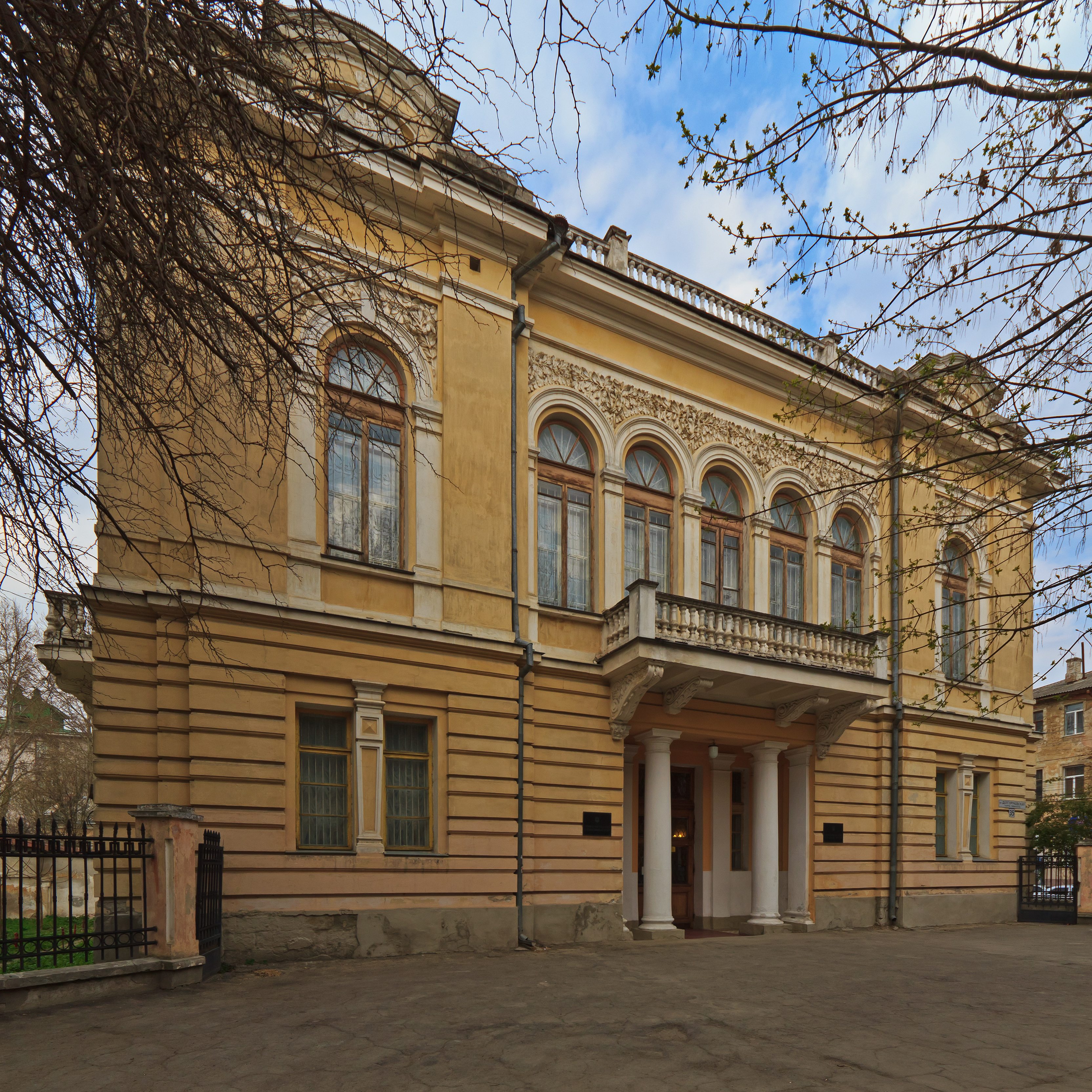
Das Kunstmuseum Simferopol

- Kunstgalerie in Kertsch (Abteilung des Staatlichen Geschichts- und Kulturreservats Kertsch)
- Wera-Muchina-Kunstmuseum

## Oblast Charkiw
- Kunstmuseum Charkiw
- Städtische Galerie Charkiw

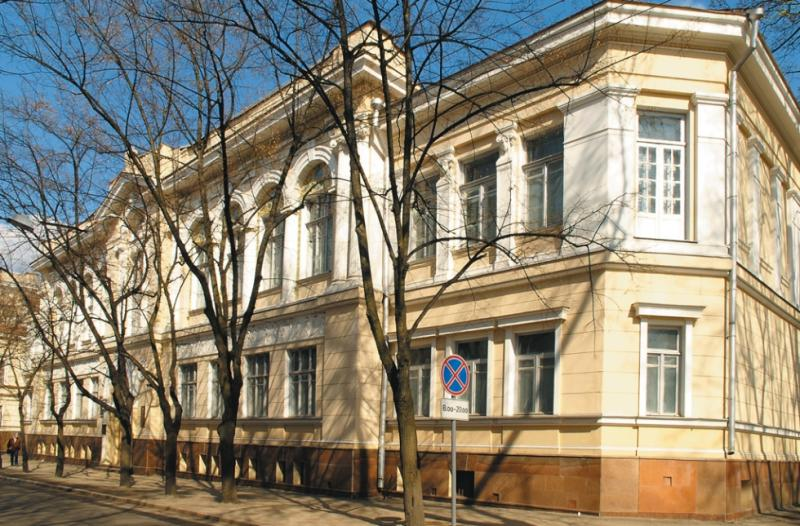
Das Kunstmuseum Charkiw

- Museum für Volkskunst der Sloboda-Ukraine in Charkiw[1]
- Parchomiwskyj Geschichts- und Kunstmuseum[2]
- Historisches und kulturelles Reservat Tschuhujiw
- YermilovCentre

## Oblast Cherson

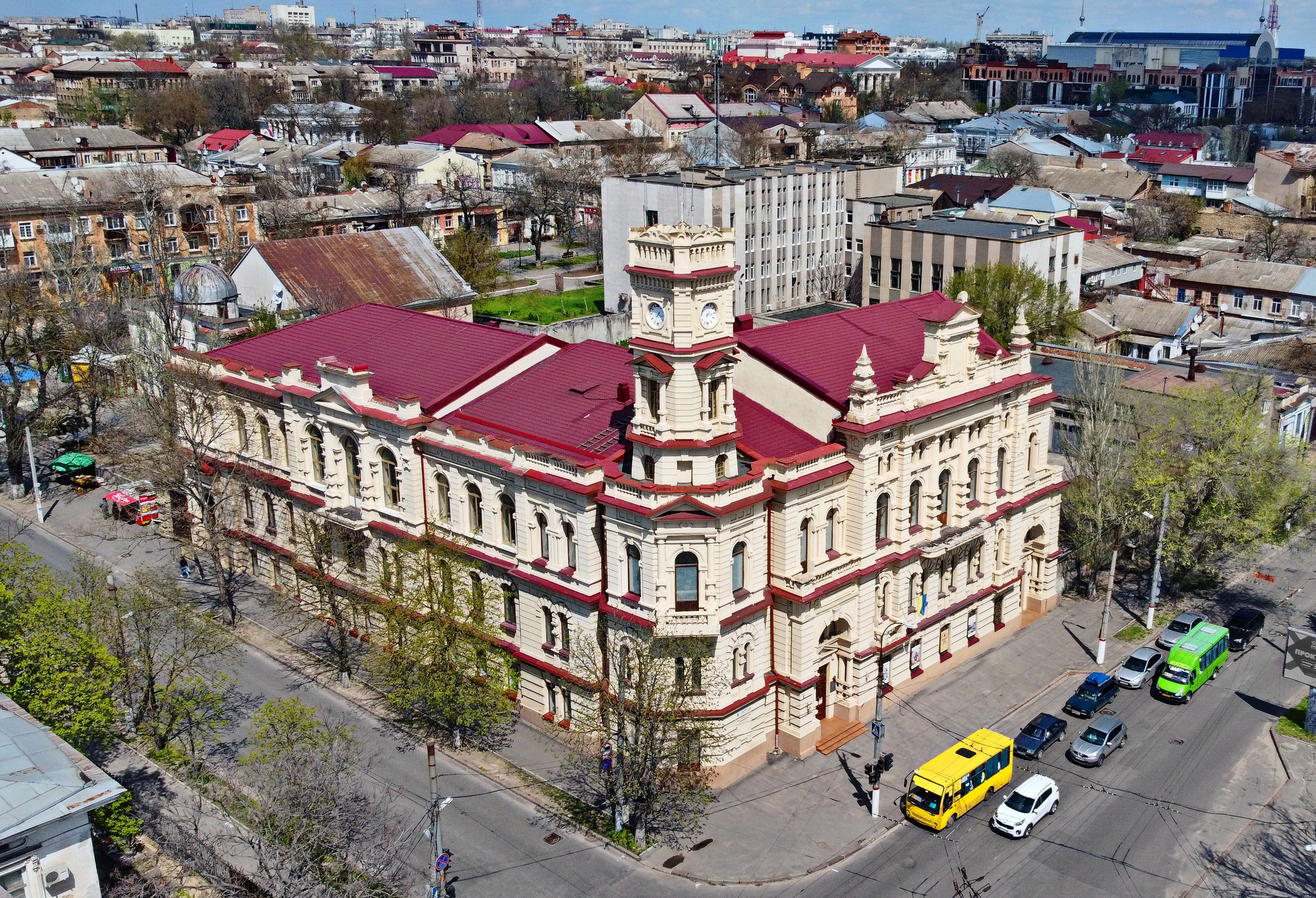
Oleksij-Schowkunenko-Kunstmuseum Cherson

- Oleksij-Schowkunenko-Kunstmuseum Cherson
- Städtische Kunstgalerie Nowa Kachowka[3]

## Oblast Chmelnyzkyj
- Regionales Kunstmuseum in Chmelnyzkyj
- MASLO Kunstzentrum[4]
- Kunstgalerie in Kamjanez-Podilskyj[5]

## Oblast Dnipropetrowsk
- Kunstmuseum Dnipro

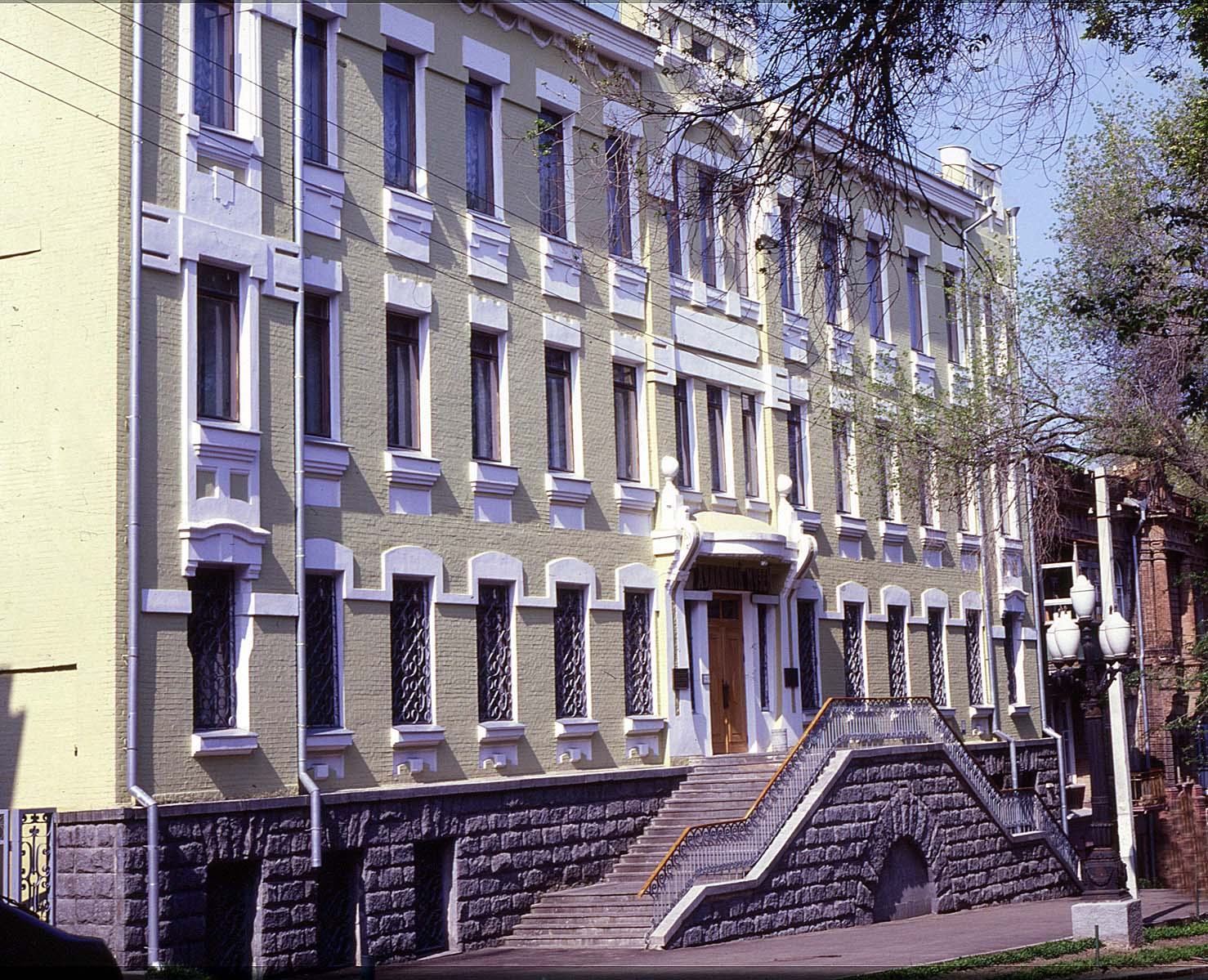
Das Kunstmuseum Dnipro

- Museum der ukrainischen Malerei in Dnipro[6]

## Oblast Donezk
- Museum der Schönen Künste der Oblast Donezk
- Museum für Kunst und Landeskunde in Makijiwka
- Kunstmuseum Druschkiwka
- Kunstmuseum Kramatorsk
- Kunstmuseum Horliwka
- Kuindschi-Kunstmuseum in Mariupol
- Zentrum für zeitgenössische Kunst im Hotel Continental

## Oblast Iwano-Frankiwsk

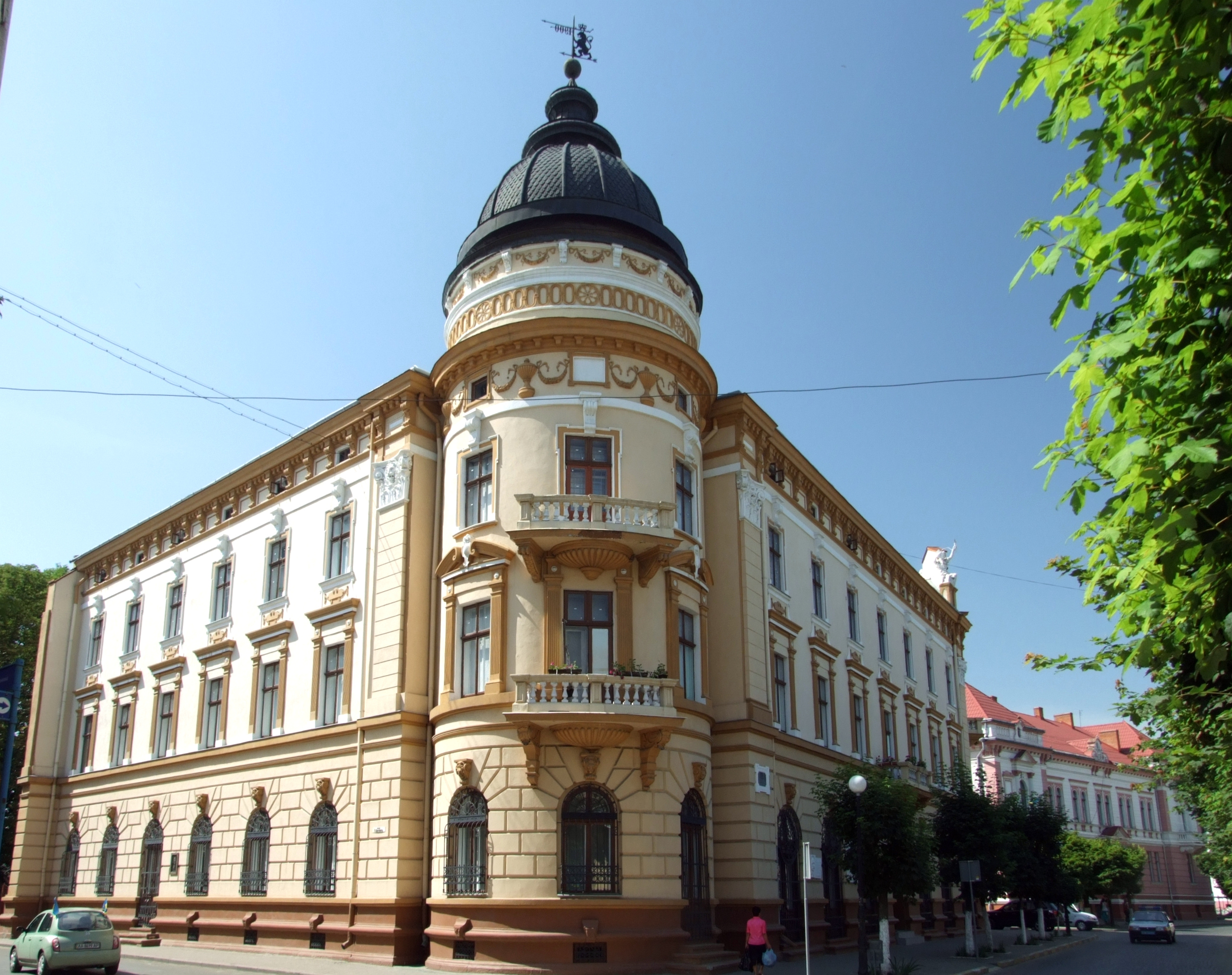
Nationalmuseum für Volkskunst von Huzulien und Pokutien in Kolomyja

- Kunstmuseum von Prykarpattja, früher: Regionales Kunstmuseum Iwano-Frankiwsk
- Rohatyner Museum für Kunst und Geschichte
- Nationalmuseum für Volkskunst von Huzulien und Pokutien in Kolomyja
- Pyssanka-Museum

## Kiew

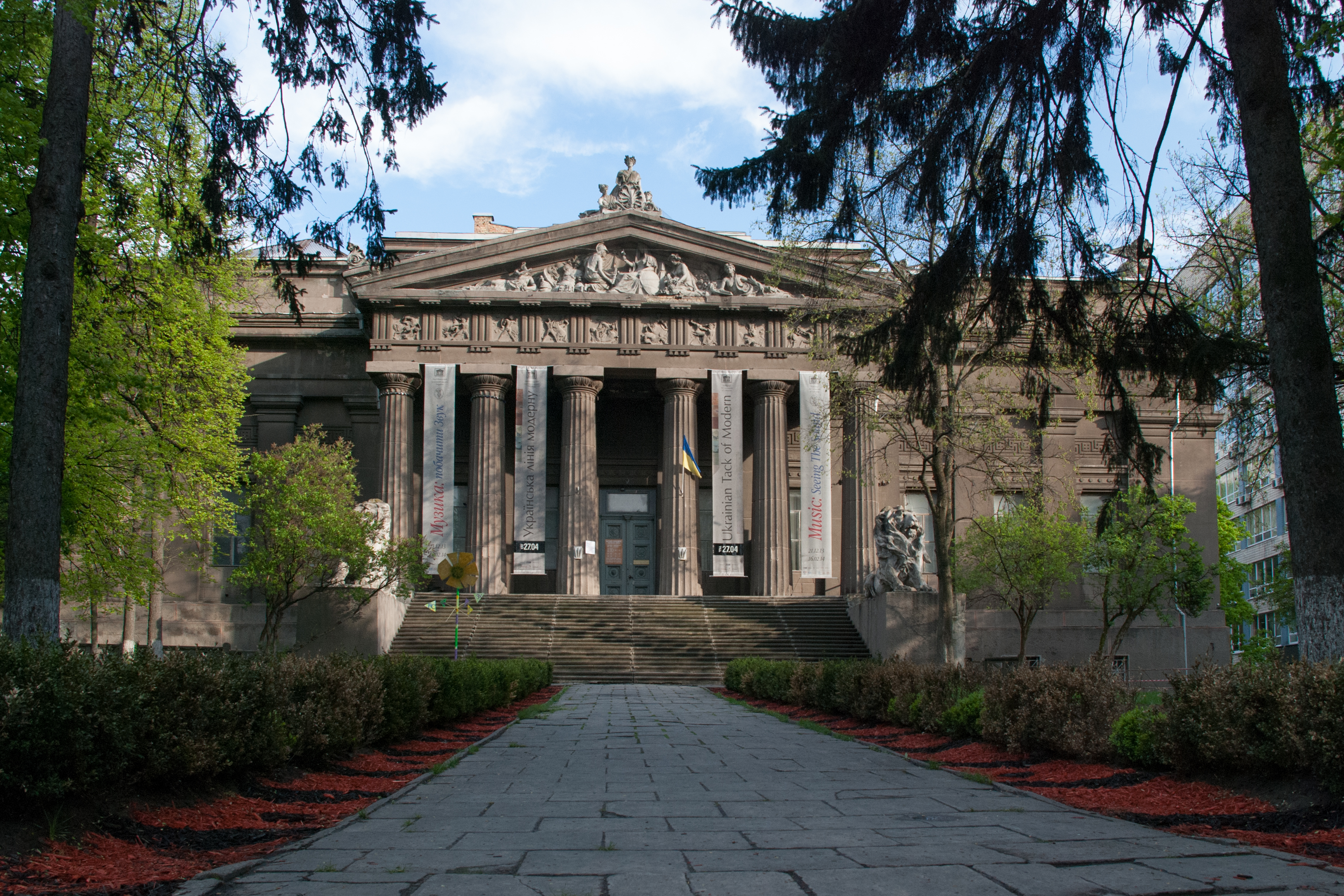
Nationales Kunstmuseum der Ukraine

- Nationales Kunstmuseum der Ukraine
- Nationalmuseum Kiewer Kunstgalerie
- Chanenko Museum
- Jakubowski-Museum
- Nationales Museum der ukrainischen dekorativen Volkskunst
- Kultur- und Museumskomplex Mystezkyj Arsenal
- Museum der Geschichte Kiews
- Iwan-Hontschar-Museum
- Museum für Volksarchitektur und Brauchtum der Ukraine
- Nationales Museum Taras Schewtschenko
- PinchukArtCentre
- Museum für Bücher und Medizin der Ukraine
- Museum für Theater-, Musik- und Filmkunst der Ukraine

## Oblast Kiew
- Kunstgalerie Jahotynska[7]

## Oblast Kirowohrad

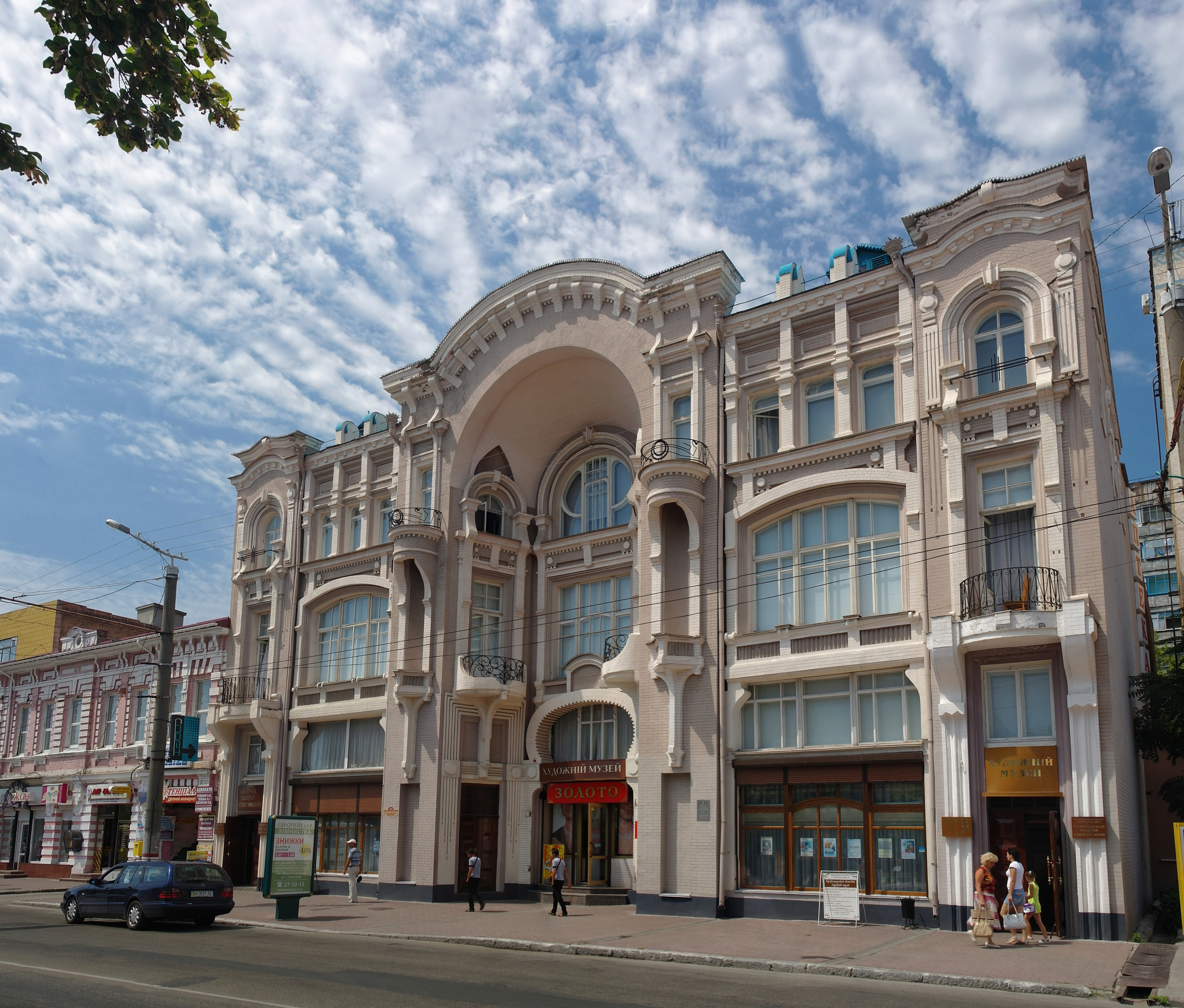
Das Regionale Kunstmuseum Kirowohrad

- Regionales Kunstmuseum Kirowohrad
- Osmerkin Art Memorial Museum

## Oblast Luhansk
- Regionales Kunstmuseum Lugansk

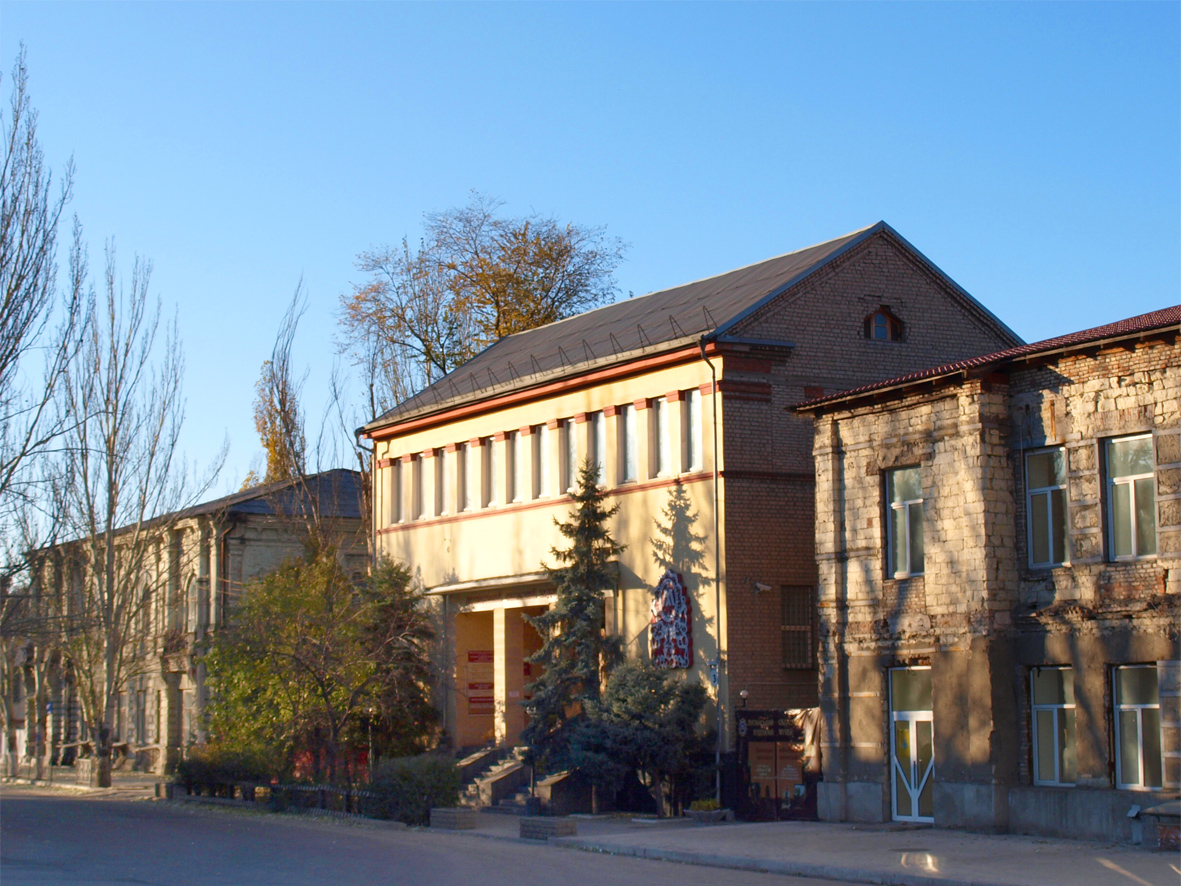
Das Regionale Kunstmuseum Lugansk

- Stachanower Geschichts- und Kunstmuseum

## Oblast Lwiw
- Nationale Kunstgalerie Lwiw[8]
- Andreja-Scheptyzkoho-Nationalmuseum[9]
- Oleny-Kultschyzkoji-Gedenkmuseum für Kunst
- Oleksy-Nowakiwskoho-Gedenkmuseum für Kunst
- Leopolda-Lewyzkoho-Gedenkmuseum für Kunst
- Iwana-Truscha-Gedenkmuseum
- Mychajla-Bilassa-Kunstmuseum in Truskawez
- Sokalschtschyna-Kunstmuseum in Tscherwonohrad
- Bojkiwschtschyna-Kunstmuseum in Sambir
- Burg Olesko

## Oblast Mykolajiw
- Wassili-Wereschtschagin-Kunstmuseum der Stadt Mykolajiw
- Otschakiwskyj-Museum für Marinemalerei, benannt nach R. Sudkowski[10]
- E.A.-Kibrik-Kunstmuseum in Wosnessensk
- Historisches und Kunstmuseum Ananjiw[11]

## Oblast Odessa
- Museum für bildende Kunst in Odessa, Odesa Fine Arts Museum (OFAM), Odesa National Fine Arts Museum, Nationales Kunstmuseum Odessa, im Potocki-Palast, Sofiivs'ka Straße 5А, gegründet 6. November 1899, am 5. November 2023 durch den Einschlag einer russischen Rakete in der Nähe an den Fenstern und Wänden beschädigt.[12][13] Website: https://ofam.ua/
- Museum für westliche und orientalische Kunst in Odessa
- Kunstgalerie Ismajil[14]
- Museum der Schönen Künste des Schwarzen Meeres O.M. Biloh in Tschornomorsk, Parkova Straße 8[15]

## Oblast Poltawa
- Kunstmuseum Poltawa
- Sascha-Putri-Museum in Poltawa[16]
- Kunstgalerie der Stadt Krementschuk
- Nataliji-Jusefowytsch-Kunstgalerie in Krementschuk

## Sewastopol
- Kroschitski-Kunstmuseum in Sewastopol

## Oblast Sumy
- Städtisches Kunstmuseum von Lebedyn
- Nykanora-Onazkoho-Kunstmuseum in Sumy

## Oblast Ternopil
- Kunstmuseum der Region Ternopil
- Museum für Geschichte und Kunst in Potschajiw[17]

## Oblast Transkarpatien
- Regionales Kunstmuseum Transkarpatiens[18]

## Oblast Tscherkassy
- Kunstmuseum Tscherkassy
- Kunstgalerie in Uman
- Korsun-Schewtschenkiwska-Kunstgalerie[19]

## Oblast Tscherniwzi
- Regionales Kunstmuseum in Tscherniwzi[20]

## Oblast Tschernihiw
- Regionales Kunstmuseum Tschernihiw
- Kunst- und Gedenkmuseum Borsna mit dem Nachlass des ukrainischen Volkskünstlers O. Sajenka[21]

## Oblast Saporischschja
- Regionales Kunstmuseum Saporoschje
- Berdjansker Kunstmuseum
- Kunsthalle Enerhodar

## Oblast Schytomyr
- Kunstmuseum Schytomyr (Abteilung des Heimatkundemuseums Schytomyr)
- Museum der schönen Künste in Kmitiw
- Museum der ukrainischen Hausikonen im Schloss Radomyschl[22]

## Oblast Winnyzja
- Regionales Kunstmuseum Winnyzja
- Scharhorodskyj-Museum der Schönen Künste
- Jampilskyj-Museum der Schönen Künste

## Oblast Wolyn
- Korsakiw-Museum für moderne ukrainische Kunst
- Regionalmuseum Wolyn
- Historisches Museum Wolodymyr-Wolynsky